# Thomas Rundqvist
Temple de la renommée de l'IIHF : 2007
Temple de la renommée du hockey suédois : 2014
Thomas Rundqvist (né le 4 mai 1960 à Vimmerby en Suède) est un joueur professionnel de hockey sur glace. Il passe une grande partie de sa carrière à jouer pour le club du Färjestads BK dans l’Elitserien, le championnat élite de son pays. Il fait ensuite partie de l’organisation de l’équipe.

## Carrière

### Carrière en club
Il commence sa carrière en jouant au sein du club de Vimmerby IF en troisième division suédoise en 1975 puis fait ses débuts en tant que professionnel en 1981 en signant pour le club de Karlstad : le Färjestads BK. Choisi lors du repêchage d’entrée de la Ligue nationale de hockey en 1983 par les Canadiens de Montréal (198e choix lors de la dixième ronde), il quitte son pays un an plus tard pour rejoindre le Canada. Il ne joue finalement que deux matchs dans la LNH et passe le reste de la saison dans la Ligue américaine de hockey avec l’équipe affiliée à la franchise du Québec : les Canadiens de Sherbrooke. Même s’il joue avec l’équipe les séries éliminatoires de la Coupe Calder, il décide à la fin de la saison de rentrer dans son pays et de rejouer sous les couleurs du Färjestads.
À l’issue de la saison 1990-1991, il est déclaré meilleur joueur suédois de l’année et reçoit le Guldpucken. Il joue encore deux saisons avec le club suédois avant de signer en 1993 en compagnie de son ami et coéquipier, Bengt-Åke Gustafsson, pour l’équipe autrichienne du VEU Feldkirch. Pour sa dernière saison en 1997-1998 avec Feldkirch, il remporte la victoire sur le Dynamo de Moscou lors de la Coupe d’Europe et inscrit le but de la victoire. Lors des cinq saisons qu’il va passer en Autriche, les cinq dernières de sa carrière, il décroche à chaque fois le titre de champion.

### Carrière internationale
Il fait ses débuts avec l’équipe nationale en 1978 en jouant avec la sélection junior pour le championnat d’Europe junior. Il joue encore une fois avec les juniors lors du championnat du monde junior 1980.
Il est sélectionné pour la première fois avec l’équipe senior en 1981 et connaît sa première compétition officielle lors du championnat du monde de 1982. Il est alors aligné en attaque en compagnie de Hakan Loob et Mats Ulander.
Il joue avec l’équipe nationale jusqu’en 1993, participant aux Jeux olympiques en 1984, 1988 et 1992. Il remporte également la médaille d’or avec la Suède lors du championnat du monde 1987 puis en 1991. Lors de cette édition jouée en Finlande, la Suède va remporter la médaille d’or sans perdre aucun match, Rundqvist inscrivant six buts pour son pays. En 1990 et 1991, il est élu dans l’équipe type du championnat du monde.
Il joue sa dernière compétition internationale lors du championnat du monde 1993. Il inscrit le but de la victoire, son seul du tournoi, lors de la demi-finale contre la toute jeune équipe de République tchèque lors d’un tir lointain sur le portier Petr Bříza. Malgré tout, l’équipe perd en finale contre l’équipe de Russie.

### Après carrière
Il fait partie de l’équipe dirigeante de son club suédois de toujours, le Färjestads qui a depuis retiré le numéro 9 qu’il portait, en hommage. Il y est responsable des entraînements et du marketing en compagnie d’un de ses anciens coéquipiers : Hakan Loob, directeur sportif,. Il aide également à l’organisation pour le championnat du monde 2002 qui se joue en Suède avec des matchs dans la patinoire de la ville de Karlstad. En 2007, la Fédération internationale de hockey sur glace décide de l’intégrer au sein de son temple de la renommée.

## Statistiques
Pour les significations des abréviations, voir Statistiques du hockey sur glace.

### Statistiques en club
| Saison    | Équipe                  | Ligue        |    | Saison régulière | Saison régulière | Saison régulière | Saison régulière | Saison régulière |   | Séries éliminatoires | Séries éliminatoires | Séries éliminatoires | Séries éliminatoires | Séries éliminatoires |
| Saison    | Équipe                  | Ligue        | PJ | B                | A                | Pts              | Pun              | PJ               | B | A                    | Pts                  | Pun                  |                      |                      |
| 1975-1976 | Vimmerby IF             | Suède 3      | 14 | 6                | 0                | 6                |                  |                  |   |                      |                      |                      |                      |                      |
| 1976-1977 | Vimmerby IF             | Suède 3      | 22 | 29               | 13               | 42               |                  |                  |   |                      |                      |                      |                      |                      |
| 1977-1978 | Vimmerby IF             | Suède 3      |    |                  |                  |                  |                  |                  |   |                      |                      |                      |                      |                      |
| 1978-1979 | Färjestads BK           | Suède Junior |    |                  |                  |                  |                  |                  |   |                      |                      |                      |                      |                      |
| 1979-1980 | Färjestads BK           | Suède Junior |    |                  |                  |                  |                  |                  |   |                      |                      |                      |                      |                      |
| 1981-1982 | Färjestads BK           | Elitserien   | 36 | 14               | 13               | 27               | 30               | 2                | 0 | 1                    | 1                    | 2                    |                      |                      |
| 1982-1983 | Färjestads BK           | Elitserien   | 36 | 22               | 21               | 43               | 28               | 8                | 3 | 8                    | 11                   | 6                    |                      |                      |
| 1983-1984 | Färjestads BK           | Elitserien   | 36 | 13               | 22               | 35               | 38               |                  |   |                      |                      |                      |                      |                      |
| 1984-1985 | Canadiens de Montréal   | LNH          | 2  | 0                | 1                | 1                | 0                |                  |   |                      |                      |                      |                      |                      |
| 1984-1985 | Canadiens de Sherbrooke | LAH          | 73 | 19               | 39               | 58               | 16               | 17               | 5 | 14                   | 19                   | 0                    |                      |                      |
| 1985-1986 | Färjestads BK           | Elitserien   | 32 | 9                | 17               | 26               | 27               | 8                | 2 | 4                    | 6                    | 2                    |                      |                      |
| 1986-1987 | Färjestads BK           | Elitserien   | 35 | 13               | 22               | 35               | 38               | 7                | 2 | 5                    | 7                    | 2                    |                      |                      |
| 1987-1988 | Färjestads BK           | Elitserien   | 40 | 15               | 22               | 37               | 40               | 9                | 3 | 7                    | 10                   | 6                    |                      |                      |
| 1988-1989 | Färjestads BK           | Elitserien   | 37 | 15               | 26               | 41               | 44               | 2                | 2 | 1                    | 3                    | 2                    |                      |                      |
| 1989-1990 | Färjestads BK           | Elitserien   | 40 | 16               | 30               | 46               | 30               | 10               | 8 | 4                    | 12                   | 0                    |                      |                      |
| 1990-1991 | Färjestads BK           | Elitserien   | 39 | 12               | 21               | 33               | 22               | 8                | 5 | 7                    | 12                   | 6                    |                      |                      |
| 1991-1992 | Färjestads BK           | Elitserien   | 39 | 10               | 28               | 38               | 54               | 6                | 3 | 2                    | 5                    | 8                    |                      |                      |
| 1992-1993 | Färjestads BK           | Elitserien   | 37 | 8                | 17               | 25               | 40               | 3                | 0 | 0                    | 0                    | 2                    |                      |                      |
| 1993-1994 | VEU Feldkirch           | ÖEL          | 53 | 20               | 37               | 57               |                  |                  |   |                      |                      |                      |                      |                      |
| 1994-1995 | VEU Feldkirch           | ÖEL          | 36 | 12               | 15               | 27               |                  |                  |   |                      |                      |                      |                      |                      |
| 1995-1996 | VEU Feldkirch           | ÖEL          | 34 | 13               | 29               | 42               | 33               |                  |   |                      |                      |                      |                      |                      |
| 1996-1997 | VEU Feldkirch           | ÖEL          | 52 | 11               | 34               | 45               | 61               |                  | 2 | 9                    | 11                   |                      |                      |                      |
| 1997-1998 | VEU Feldkirch           | LEH          | 6  | 3                | 3                | 6                | 4                | 4                | 3 | 4                    | 7                    | 0                    |                      |                      |
| 1997-1998 | VEU Feldkirch           | ÖEL          | 48 | 8                | 25               | 33               | 14               |                  |   |                      |                      |                      |                      |                      |

### Statistiques en équipe nationale
| Année | Compétition                 |    | PJ | B | A  | Pts | Pun                |  | Résultat |
| 1978  | Championnat d'Europe junior | 5  | 4  | 1 | 5  | 2   |                    |  |          |
| 1980  | Championnat du monde junior | 5  | 1  | 2 | 3  | 6   | Médaille de bronze |  |          |
| 1982  | Championnat du monde        | 9  | 1  | 2 | 3  | 2   | 4e place           |  |          |
| 1983  | Championnat du monde        | 10 | 1  | 3 | 4  | 2   | 4e place           |  |          |
| 1984  | Jeux olympiques             | 7  | 3  | 1 | 4  | 6   | Médaille de bronze |  |          |
| 1986  | Championnat du monde        | 10 | 2  | 3 | 5  | 8   | Médaille d'argent  |  |          |
| 1987  | Championnat du monde        | 10 | 1  | 2 | 3  | 14  | Médaille d'or      |  |          |
| 1987  | Coupe Canada                | 6  | 0  | 2 | 2  | 10  | 3e place           |  |          |
| 1988  | Jeux olympiques             | 8  | 0  | 3 | 3  | 0   | Médaille de bronze |  |          |
| 1989  | Championnat du monde        | 9  | 1  | 2 | 3  | 6   | 4e place           |  |          |
| 1990  | Championnat du monde        | 10 | 3  | 8 | 11 | 6   | Médaille d'argent  |  |          |
| 1991  | Championnat du monde        | 10 | 6  | 4 | 10 | 4   | Médaille d'or      |  |          |
| 1991  | Coupe Canada                | 6  | 2  | 2 | 4  | 2   | 4e place           |  |          |
| 1992  | Jeux olympiques             | 8  | 3  | 4 | 7  | 8   | 5e place           |  |          |
| 1993  | Championnat du monde        | 8  | 1  | 4 | 5  | 0   | Médaille d'argent  |  |          |